# آیزاوا سیشیسای
آیزاوا سیشیسای (به ژاپنی: 会沢 正志斎 Aizawa Seishisai); ۵ ژوئیهٔ ۱۷۸۲ – ۲۷ اوت ۱۸۶۳) کارشناس سیاسی، و فیلسوف و یک سامورایی ژاپنی و متفکر ناسیونالیست مکتب میتو در اواخر دوره شوگون‌سالاری یا باکوماتسو بود.
در سال ۱۷۹۹ او در جمع‌آوری کتاب دای نیهون شی (تاریخ بزرگ ژاپن) که توسط مکتب میتو انجام شده بود، مشارکت داشت.
در سال ۱۸۲۵ او کتاب «شینرون» (تزهای جدید) خود را نوشت، مجموعه ای از مقالات که به موضوعاتی مانند سیاست دفاعی توکوگاوا و اینکه کشتی‌ها چگونه تهدیدی برای ژاپن بودند می‌پردازد. آیزاوا همچنین کوشید شرایط را در غرب توصیف کند و نظریه‌پردازی کند که چرا این دولت‌ها کنترل زیادی را به دست آورده‌اند. به نظر او غربی‌ها از دین برای القای همنوایی در توده‌ها استفاده می‌کردند.
او همچنین ادعا کرد که مسیحیت توسط قدرت‌های استعماری برای براندازی فرهنگ‌ها و دولت‌های بومی با ایجاد ستون پنجم که با اروپایی‌ها همکاری می‌کرد و تسخیر نظامی آن را تسهیل می‌کرد، استفاده می‌شود. او سیاست‌های مذهبی ایجاد شده توسط تویوتومی هیده‌یوشی و ادامه آن توسط جانشینان آنها، شوگون‌سالاری توکوگاوا را در این زمینه مورد بحث قرار داد.
به علاوه، او معتقد بود که اگر شیوه زندگی ژاپن بخواهد بقای خود را حفظ کند، باید دین دولتی خود را بپذیرد تا از همگون‌سازی فرهنگی از طریق مسیحیت جلوگیری کند و مفهوم کوکوتای (سیاست ملی) را مورد بحث قرار داد. در این زمینه. شینرون به یک اثر مهم برای جنبش سوننو جوئی به «معنی حرمت‌گزاری به امپراتور، اخراج اجنبی» تبدیل شد و نظریه کوکوتای او توسط متفکران آینده توسعه یافت.
در سال ۱۸۴۰ آیزاوا اولین رئیس اساتید مدرسه میتو کودوکان شد، اما در سال ۱۸۴۴ زمانی که توکوگاوا ناری‌آکی از رهبری قلمروی میتو استعفا داد، مجبور به استعفا شد. او بعداً دوباره به مدرسه میتو کودوکان بازگشت.

## نقل قول‌ها
سرزمین الهی ما جایی است که خورشید طلوع می‌کند و انرژی اولیه از آنجا سرچشمه می‌گیرد. وارثان خورشید بزرگ تاج و تخت سلطنتی را از نسلی به نسل دیگر بدون تغییر از زمان‌های بسیار قدیم اشغال کرده‌اند. موقعیت ژاپن در رأس زمین آن را به استانداردی برای کشورهای جهان تبدیل می‌کند. در واقع، نور خود را بر جهان می‌اندازد، و مسافتی که نفوذ درخشان امپراتوری به آن می‌رسد حدی نمی‌شناسد. امروز بربرهای بیگانه غرب، اندام‌های حقیر پا و پای جهان، در آن سوی دریاها می‌چرخند و کشورهای دیگر را زیر پا می‌گذارند و با چشمان دوخته و لنگان خود جرأت می‌کنند بر ملت‌های شریف چیره شوند. این چه گستاخی است!
— آیزاوا سیشیسای (۱۸۰۰)